# Seminarium (mötesform)

Kontaktytor vid fem deltagare

Kontaktytor vid 7 deltagare

Kontaktytor vid 10 deltagare

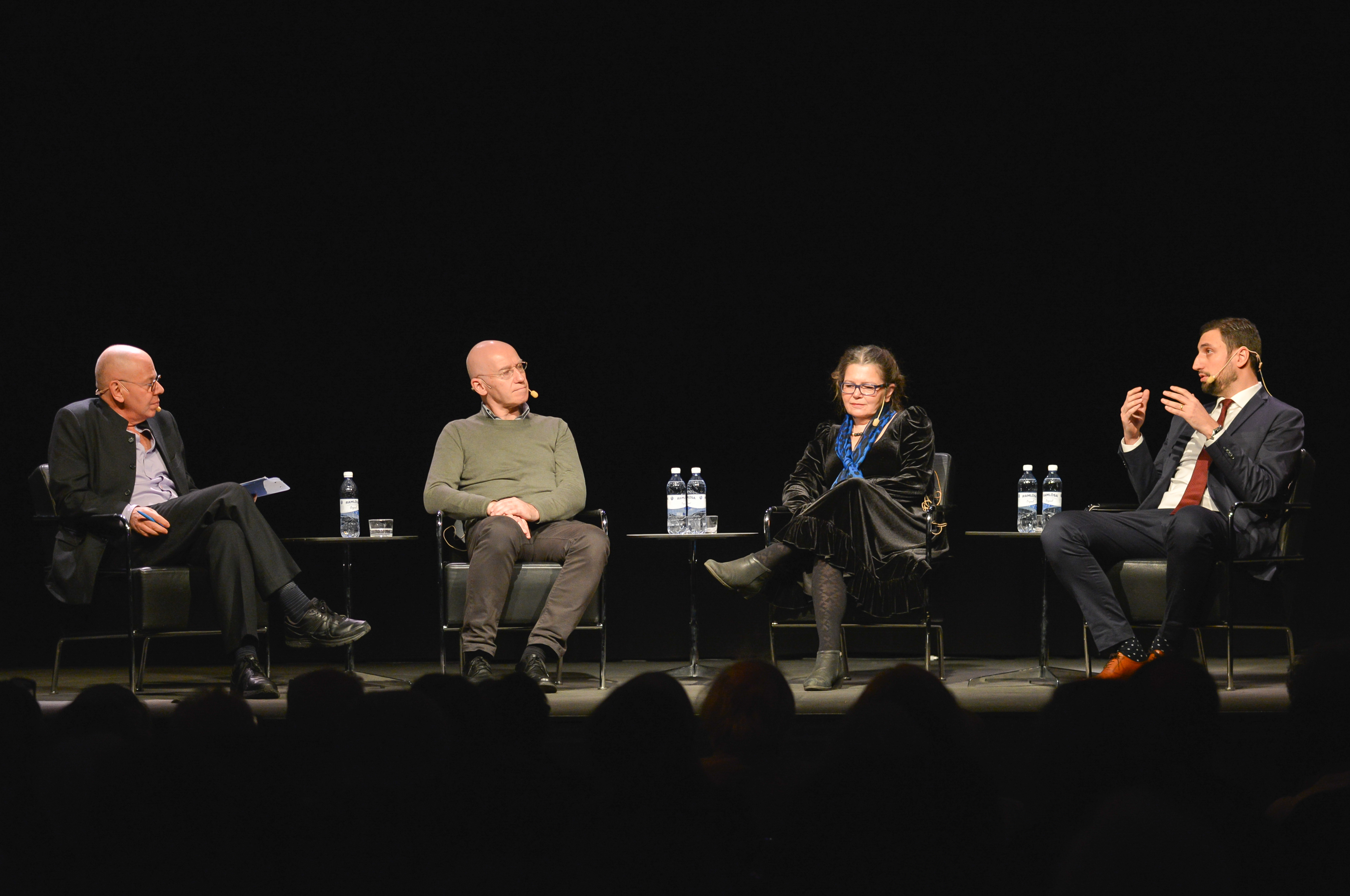
Ett seminarium på Kulturhuset Stadsteatern i Stockholm 2018 under rubriken Samma judehat då som nu – vad kan vi lära av historien?.

Akademiskt seminarium är en mötesform, undervisningsform eller vetenskaplig diskussion i en mindre grupp, kring ett vetenskapligt problem eller dylikt. 
I stort sett liknar det ett vanligt seminarium, med samma krav på aktivt deltagande från alla närvarande. I all högre humanistisk/samhällsvetenskaplig akademisk utbildning och forskning är seminariet den kontinuerliga formen för diskussion av vetenskapliga resultat. En vanlig form är så kallade högre seminarier under handledning av en professor, som ingår i forskarutbildningen och där doktorander som ett led i sin arbetsprocess kontinuerligt presenterar sina forskningsresultat och diskuterar sina preliminära vetenskapliga texter. En doktorsavhandling växer vanligen fram inom ramen för arbetet i ett högre seminarium. Detta har en formell struktur som påminner om ett sammanträde. På lägre nivåer förekommer lägre seminarier och så kallade pro-seminarier, där studenter inom grundutbildningen tränas i uppsatsskrivning, dialog, kritiskt tänkande, metod och teori etc. Postseminarium (latin: 'efter seminariet') är den etablerade termen för den enklare måltid och sociala samvaro som brukar följa efter ett högre seminarium, där det vetenskapliga samtalet kan fortsätta under informella former.

## Etymologi
Från latinets seminarium, jordbit där växter tas upp från fröer, 1400-talet. Ursprungligen från seminarius grogrund för utsäde, plantskola, förskola för plantor, semen frö, utsäde. Latinets -arium betyder plats för. I svenska språket sedan 1712, med innebörden undervisningsform med aktiva deltagare.